# Prionosternum scutatum
Prionosternum scutatum är en spindelart som beskrevs av Dunn 1951. Prionosternum scutatum ingår i släktet Prionosternum och familjen Lamponidae.
Artens utbredningsområde är Western Australia. Inga underarter finns listade i Catalogue of Life.